# Брианни
Брианни́ (фр. Brianny) — коммуна во Франции, находится в регионе Бургундия. Департамент коммуны — Кот-д’Ор. Входит в состав кантона Преси-су-Тий. Округ коммуны — Монбар.
Код INSEE коммуны — 21108.

## Население
Население коммуны на 2010 год составляло 108 человек.
| 1962 | 1968 | 1975 | 1982 | 1990 | 1999 | 2010 |
| ---- | ---- | ---- | ---- | ---- | ---- | ---- |
| 113  | 103  | 89   | 96   | 98   | 100  | 108  |

## Экономика
В 2010 году среди 68 человек трудоспособного возраста (15—64 лет) 48 были экономически активными, 20 — неактивными (показатель активности — 70,6 %, в 1999 году было 69,6 %). Из 48 активных жителей работали 43 человека (22 мужчины и 21 женщина), безработных было 5 (2 мужчин и 3 женщины). Среди 20 неактивных 6 человек были учениками или студентами, 10 — пенсионерами, 4 были неактивными по другим причинам.